# Giorgio Scarlatti
Giorgio Scarlatti (Roma, 2 de octubre de 1921-Roma, 26 de julio de 1990) fue un piloto italiano de automovilismo. 
Inició su carrera deportiva en autos deportivos en inicios de los 50. Debutó en Fórmula 1 con un Ferrari privado, sin poder largar la carrera, en 1956. Ese mismo año también corrió para Centro Sud. Para 1957, Scarlatti fue contratado por Maserati, disputó 4 carreras y sumó un punto cuando compartió un 250F con Harry Schell. Luego de esto y hasta 1961, volvió a correr un GP con un equipo de fábrica, en 1959 con Cooper, y otras carreras con monoplazas no oficiales, sin volver a sumar puntos.
Volvió a los deportivos hasta su retiro, ganando las 4 Horas de Pescara junto al joven Lorenzo Bandini.

## Resultados

### Fórmula 1
(Clave) (negrita indica pole position) (cursiva indica vuelta rápida)

| Año     | Escudería                 | 1       | 2        | 3       | 4       | 5   | 6       | 7       | 8      | 9       | 10  | 11  | Pos. | Puntos |
| ------- | ------------------------- | ------- | -------- | ------- | ------- | --- | ------- | ------- | ------ | ------- | --- | --- | ---- | ------ |
| 1956    | Giorgio Scarlatti         | ARG     | MON DNQ  | 500     | BEL     | FRA | GBR     |         |        |         |     |     | NC   | 0      |
| 1956    | Scuderia Centro Sud       |         |          |         |         |     |         | GER Ret | ITA    |         |     |     | NC   | 0      |
| 1957    | Officine Alfieri Maserati | ARG     | MON Ret‡ | 500     | FRA     | GBR | GER 10  | PES 6   | ITA 5‡ |         |     |     | 20.º | 1      |
| 1958    | Giorgio Scarlatti         | ARG     | MON Ret  | NED Ret | 500     | BEL | FRA     | GBR     | GER    | POR     | ITA | MOR | NC   | 0      |
| 1959    | Scuderia Ugolini          | MON DNQ | 500      | NED     | FRA 8   | GBR | GER     | POR     |        |         |     |     | NC   | 0      |
| 1959    | Cooper Car Company        |         |          |         |         |     |         |         | ITA 12 | USA     |     |     | NC   | 0      |
| 1960    | Giorgio Scarlatti         | ARG Ret |          |         |         |     |         |         |        |         |     |     | NC   | 0      |
| 1960    | Scuderia Castellotti      |         | MON DNQ  | 500     | NED     | BEL | FRA DNP | GBR DNP | POR    |         |     |     | NC   | 0      |
| 1960    | Scuderia Centro Sud       |         |          |         |         |     |         |         |        | ITA Ret | USA |     | NC   | 0      |
| 1961    | Scuderia Serenissima      | MON     | NED      | BEL     | FRA Ret | GBR | GER DNP | ITA     | USA    |         |     |     | NC   | 0      |
| Fuente: |                           |         |          |         |         |     |         |         |        |         |     |     |      |        |